# Arrènes
 Arrènes  (en occitano  'Rena) es una población y comuna francesa, en la región de Lemosín, departamento de Creuse, en el distrito de Guéret y cantón de Bénévent-l'Abbaye.
Forma parte del Camino de Santiago (Via Lemovicensis).
Está integrada en la Communauté de communes de Bénévent-Grand-Bourg.

## Demografía
| 834 | 693 | 780 | 778 | 1055 | 1031 | 1030 | 1108 | 1038 | 1049 | 1090 | 1065 | 1077 | 1100 | 1139 | 1182 | 1217 | 1220 | 1182 | 1188 | 898 | 834 | 804 | 731 | 645 | 546 | 494 | 450 | 360 | 286 | 269 | 244 | 221 |
| Para los censos de 1962 a 1999 la población legal corresponde a la población sin duplicidades (Fuente: INSEE [Consultar]) |     |     |     |      |      |      |      |      |      |      |      |      |      |      |      |      |      |      |      |     |     |     |     |     |     |     |     |     |     |     |     |     |